# Barringerkratern

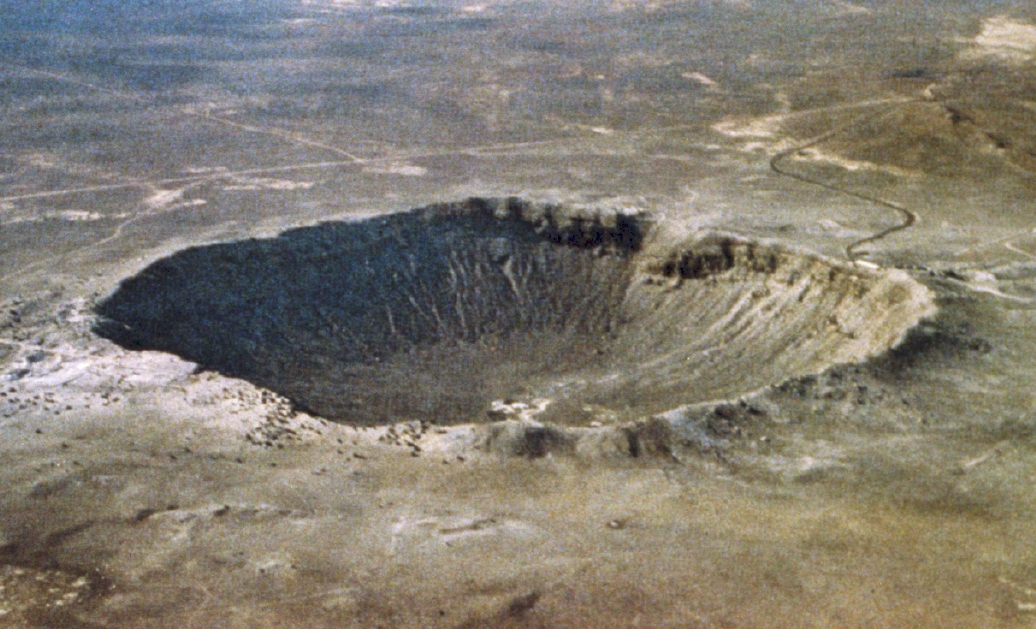
Barringerkratern.

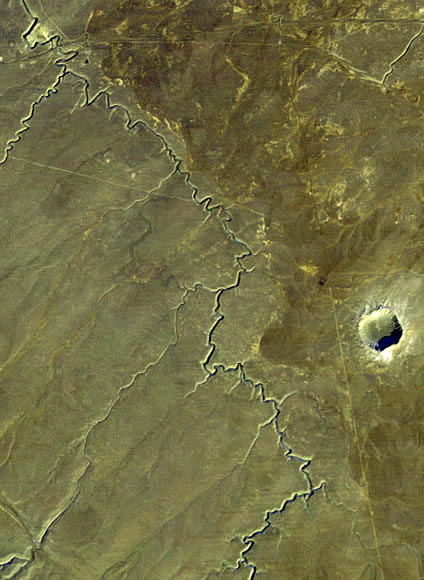
Canyon Diablo och Barringerkratern sedda från satellit, december 1982.

Barringerkratern, Meteorkratern, Canyon Diablo-kratern, är en nedslagskrater i USA, 55 km från Flagstaff nära staden Winslow i öknen i Coconino County i norra Arizona.
Kratern har en diameter på omkring 1 200 m och ett djup på 170 m. Kraterranden är 45 m hög. Kraterns botten är fylld med rester från nedslaget. Vid kraterns centrum når nedslagsmaterialet ett djup på 213–244 m.
Namnet kommer från gruvingenjören och affärsmannen Daniel M. Barringer, som redan 1903 föreslog att kratern skapats av en meteorit.

## Historia

### Kraterns uppkomst
Kratern bildades för omkring 50 000 år sedan under pleistocen då klimatet på Coloradoplatån var betydligt svalare och fuktigare. Då var detta landskap bebott av mammutar, trögdjur och kameler. Människor däremot bosatte sig inte i området förrän för omkring 13 000 år sedan.
Den projektil som orsakade kratern var en järnmeteorit med en diameter på omkring 50 meter som träffade jordens yta med en hastighet på flera km/s. Vilken hastighet meteoriten hade är omdiskuterat. Ursprungligen sas den ha träffat jorden i 72 000 km/h, men senare undersökningar uppger en hastighet på omkring 46 000 km/h. Man tror också att ungefär hälften av himlakroppens massa på omkring 300 000 ton förångades i atmosfären innan den nådde marken.
Då meteoriten träffade marken uppstod en explosion motsvarande åtminstone 2,5 megaton trotyl (omkring 150 gånger atombomberna över Hiroshima och Nagasaki), en förödelse som kastade upp uppskattningsvis 175 miljoner ton materia i luften. Kratern fick sin form genom den klotformade tryckvåg som pressade berget nedåt och utåt från nedslagsplatsen. I atmosfären spreds samtidigt en förödande och betydligt kraftigare tryckvåg motsvarande 6,5 megaton.
Den krater som meteoriten orsakade är förvånansvärt liten. Kraften i nedslaget, motsvarande en jordbävning på en magnitud på 5,5 eller mer, räckte dock för att skapa det tryck och den temperatur som behövdes för att mineral i berget skulle omvandlas till diamant, lonsdaleit och andra dyrbara och sällsynta mineral. De ligger fortfarande utspridda kring kratern och området kring Canyon Diablo omkring 5–6 km väster om kratern. Kalkstensblock som väger 30 ton ligger spridda kring kraterranden och annat nedslagsmaterial har hittats över ett 260 km² stort område.
Trycket och den termiska energi som nedslaget orsakade dödade omedelbart allt levande 3–4 km från nedslagsplatsen. Eldklotet bör ha orsakat svåra brännskador upp till 10 km bort. Med en hastighet på omkring 2 000 km/h jämnade tryckvågen allt med marken inom en radie på 14–22 km och spred vindar med orkanstyrka så långt som 40 km från nedslagsplatsen. Energin räckte dock inte för att påverka det globala klimatet. Det område som ödelades vid nedslaget hade förmodligen återintagits av den lokala floran och faunan inom ett sekel. Till skillnad från många andra kratrar i samma storlek, överlevde dock Barringerkratern tidens tand, mycket tack vare den klimatförändring som förvandlade området till den öken det är idag.
Det mesta av meteoriten själv förångades vid nedslaget och nästan ingenting av det som återstår av meteoriten finns inuti kratern. Järn-nickel-fragment, från bitar i grusstorlek upp till block på 640 kg, har hittats kring kratern. Då metallångorna som reste sig från nedslagsplatsen kondenserades föll flera tusentals ton sandkornsstora järn-nickel-droppar i och omkring kratern.

### Upptäckt och utforskning

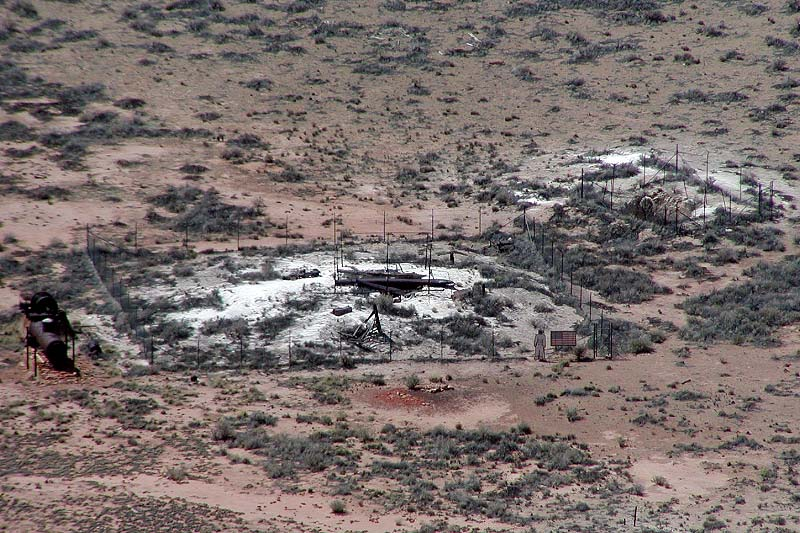
Närbild av det gamla gruvschaktet i kratern med en pappersdocka och en flagga i naturlig storlek till höger.

Anasaziindianerna som levde vid Wupatki omkring 700 e.Kr., inte långt från Barringerkratern, kände med all säkerhet till den, men dess tillkomst fick sin vetenskapliga förklaring först på 1900-talet. Sedan bosättare upptäckt kratern på 1800-talet kom den till vetenskapens kännedom. Den döptes till Canyon Diablo crater och beskrevs som en vulkankrater, en i grunden rimlig förklaring eftersom San Franciscos vulkanfält ligger bara drygt 60 km västerut.
1903 föreslog gruvingenjören och affärsmannen Daniel M. Barringer att kratern skapats av en järnmeteorit. Hans företag, Standard Iron Company, köpte kratern och utforskade dess tillkomst 1903–1905. Tillsammans med matematikern och fysikern Benjamin C. Tilghman, lyckades Barringer samla bevis för sin tes, bevis som offentliggjordes 1906. Vid denna tid var meteoriternas betydelse i geologin ännu inte klarlagd och det faktum att själva projektilen förångas vid nedslaget hade man fortfarande inte förstått. Barringers och Tilghmans arbete möttes därför av stark misstro. Då kratern upptäcktes på 1800-talet var den omgivande slätten täckt av omkring 30 ton oxiderade järnblock. Barringer var övertygad om att själva meteoriten fortfarande fanns begravd under kraterns botten och för att övertyga världen om sin teori började han därför gräva efter den. Hans sökande varade i 27 år och han borrade så djupt som 419 meter, utan att hitta sin metallklump.

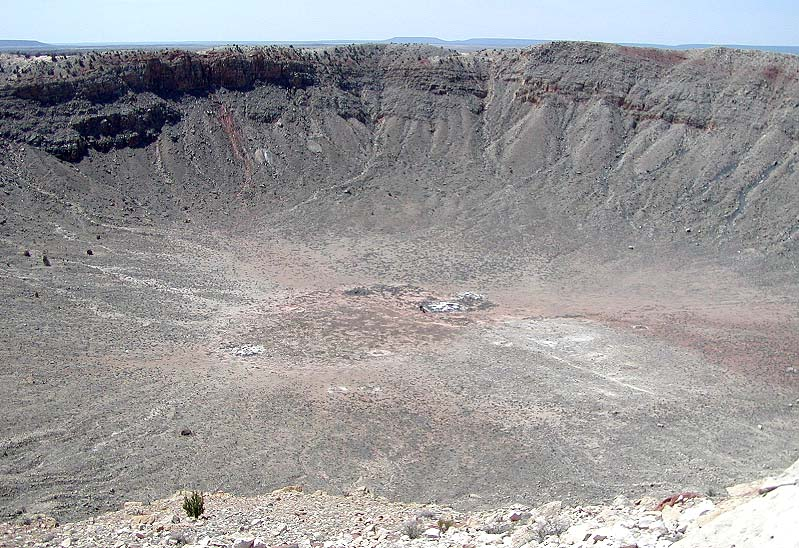
Vy ned i kratern från kraterranden i söder.

Geologerna förblev skeptiska om kraterns kosmiska uppkomst ända in på 1950-talet, men med planetologins mognad började teorin vinna anhängare. Professor Herman Leroy Fairchild, en av de första som stödde hypoteserna om meteoritnedslagens betydelse, stödde Barringers tes i en artikel i tidskriften Science 1930, men det var först 1960 som astronomen Eugene M. Shoemaker kunde bevisa Barringers tes. Beviset kom i form av fynd av coesit och stishovit, sällsynta former av kiseldioxid som bara bildas då kvartsbergart utsätts för ett mycket intensivt tryck som inte uppstår vid vulkanutbrott. Det enda som kunde förklara förekomsten av dessa mineral var just ett meteoritnedslag.
Shoemakers upptäckt var det första beviset på ett meteoritnedslag och blev en geologisk sensation. Sedan dess har många andra nedslagskratrar upptäckts runtom i världen.

### Barringerkratern idag
Idag är Barringerkratern en populär turistattraktion som lätt nås med bil. Kratern ägs fortfarande av familjen Barringer och trots sin historiska betydelse inom geologin, skyddas kratern inte som ett nationalmonument. Barringer Crater Company har byggt ett besökscentrum på kraterns norra sida.
På 1960-talet tränade NASA:s astronauter i kratern inför månlandningen och den är fortfarande föremål för vetenskapliga studier.

## Namn
Kratern är – på engelska och många andra språk – oftast känd som Barringerkratern (eller motsvarande). Det officiella namnet är dock Meteor Crater. Det beror på att United States Board on Geographic Names har som standard att namnge naturobjekt efter namnet på det närmaste postkontoret, vilket i det här fallet råkar ligga i den lilla orten Meteor City. Orten, som skapats som en turistanläggning och knappt har några invånare, har i sin tur fått sitt namn efter kratern.